# Faux Dimitri
Pour les articles homonymes, voir Dimitri (Russie).
 (juillet 2019).
Si vous disposez d'ouvrages ou d'articles de référence ou si vous connaissez des sites web de qualité traitant du thème abordé ici, merci de compléter l'article en donnant les références utiles à sa vérifiabilité et en les liant à la section « Notes et références ».

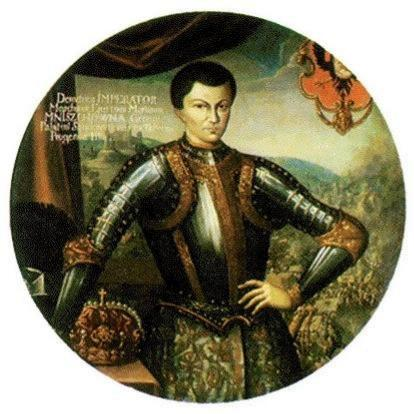
Portrait de Dimitri II.

Dimitri (1582 - 1606), dit également le Faux Dimitri, ou le Premier Faux Dimitri (en russe : Лжедмитрий I), s'inscrit comme le premier souverain du « Temps des troubles », tsar de Russie de 1605 à 1606.
Il monte sur le trône en se présentant comme le tsarévitch Dimitri, dernier fils et héritier d'Ivan IV le Terrible, mystérieusement mort à Ouglitch en 1591.

## Pérégrinations
La biographie de Dimitri II est aujourd'hui approximativement connue. On sait aujourd'hui qu'il était un imposteur du nom de Grégori Otrepiev ; de nombreuses questions restent aujourd'hui sans réponse et l'énigme du Faux-Dimitri n'est pas complètement élucidée.
Né en 1582, Gregori Otrepiev est au service de la famille Romanov. En 1600, lorsque Boris Godounov fait emprisonner les Romanov, Grégori prend l'habit de moine et s'exile dans un monastère, loin de Moscou.
Il réapparait bientôt au Kremlin : sur la recommandation de son grand-père Elizari Zamiatnia, il est accepté au monastère de Tchoudov (en). D'abord servant du moine Zamiatnia, puis de l'archimandrite et diacre, il est bientôt attaché à la cour du Patriarche. Il s'enfuit ensuite de Moscou pour réapparaître à la laure des Grottes de Kiev. Là, les Zaporogues l'aident à entrer en contact avec les cosaques du Don.
De là, il part en Pologne, où il se place sous la protection du jésuite Claudio Rangoni (ru), nonce du pape à la cour de Sigismond III. Il entre ensuite en contact avec le prince Adam Wisniewiecki, et le convainc qu'il est le fils d'Ivan IV le Terrible ; Wisniewiecki le mène alors auprès de Georges Mniszek (en), au château de Sambor. Celui-ci lui accorde alors la main de sa quatrième fille, Marina Mniszek.
Georges Mniszek organise ensuite une rencontre entre Grégori Otrepiev, Claudio Rangoni et Sigismond III de Pologne, au terme de laquelle Grégori reçoit l'appui du roi polonais, contre l'engagement de convertir la Russie au catholicisme.

## Tsar de Russie
En octobre 1604, Grégori - rebaptisé Dimitri à l'instar du tsarévitch Dimitri, fils d'Ivan IV et mort mystérieusement à Ouglitch - entre en Russie. Il rallie à lui toutes les couches sociales, mécontentes du gouvernement du tsar Boris Godounov et surtout lassées par la famine qui sévit depuis 1601. Les Cosaques révoltés de l’hetman Khlopko se joignent à lui, ainsi que les paysans ruinés qui fuient le servage et errent dans les steppes. Dimitri reçoit aussi l’appui des éleveurs, chasseurs et nomades des steppes qui supportent mal leur sujétion à l’Empire (Tchouvaches, Bachkirs, Mordves).
Après divers revers militaires, il entre victorieux à Moscou le 30 juin 1605 après que, Boris Godounov subitement mort, sa veuve Maria Grigorievna et son fils Fédor II aient été assassinés. Proclamé tsar sous le nom de Dimitri II, il poursuit la politique menée par Ivan le Terrible, mais, afin de ne pas mécontenter ses partisans, n'exige pas de privilèges particuliers pour l'Église catholique.
Le 18 juillet 1605, il est reconnu par sa « mère », la tsarine Maria Fiodorovna Nagaïa, dernière épouse d'Ivan IV, puis il est couronné par le patriarche Ignace, le 30 juillet, dans la cathédrale de l'Assomption à Moscou.

### Tsar réformateur

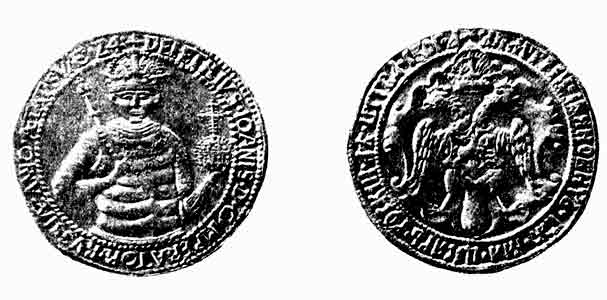
Médaille de Dimitri.

Sur les ordres de Dimitri II, on entreprend la rédaction d'un code général des lois, fondé sur le Soudiebnik d'Ivan IV, incluant notamment la loi permettant aux paysans de quitter leur propriétaire le jour de la Saint-Youri : Dimitri songe, en effet, à leur restituer ce droit.
La Douma des boyards est rebaptisée Sénat et se compose de quatre catégories sociales :
1. le clergé : le patriarche, quatre métropolites, six archevêques, deux évêques ;
2. les boyards : 32 membres issus des anciennes familles ;
3. les conseillers privés : 17 personnes ;
4. les nobles de la cour : 6 personnes.

Il s'entoura de sa « famille maternelle », les Nagoï, et de la famille Romanov, parents de la première femme d'Ivan IV.
Sur le plan intérieur, il stimule fortement le négoce en Russie : des marchands viennent de Pologne, d'Allemagne, d'Italie et d'Angleterre. S'il est incontestable, reconnaissent les historiens, qu'il a le projet d'instaurer en Russie la liberté du commerce et de favoriser l'instruction, il se heurte cependant à de nombreux obstacles.
Il envisage la formation d'une université à Moscou.

### Tsar contesté

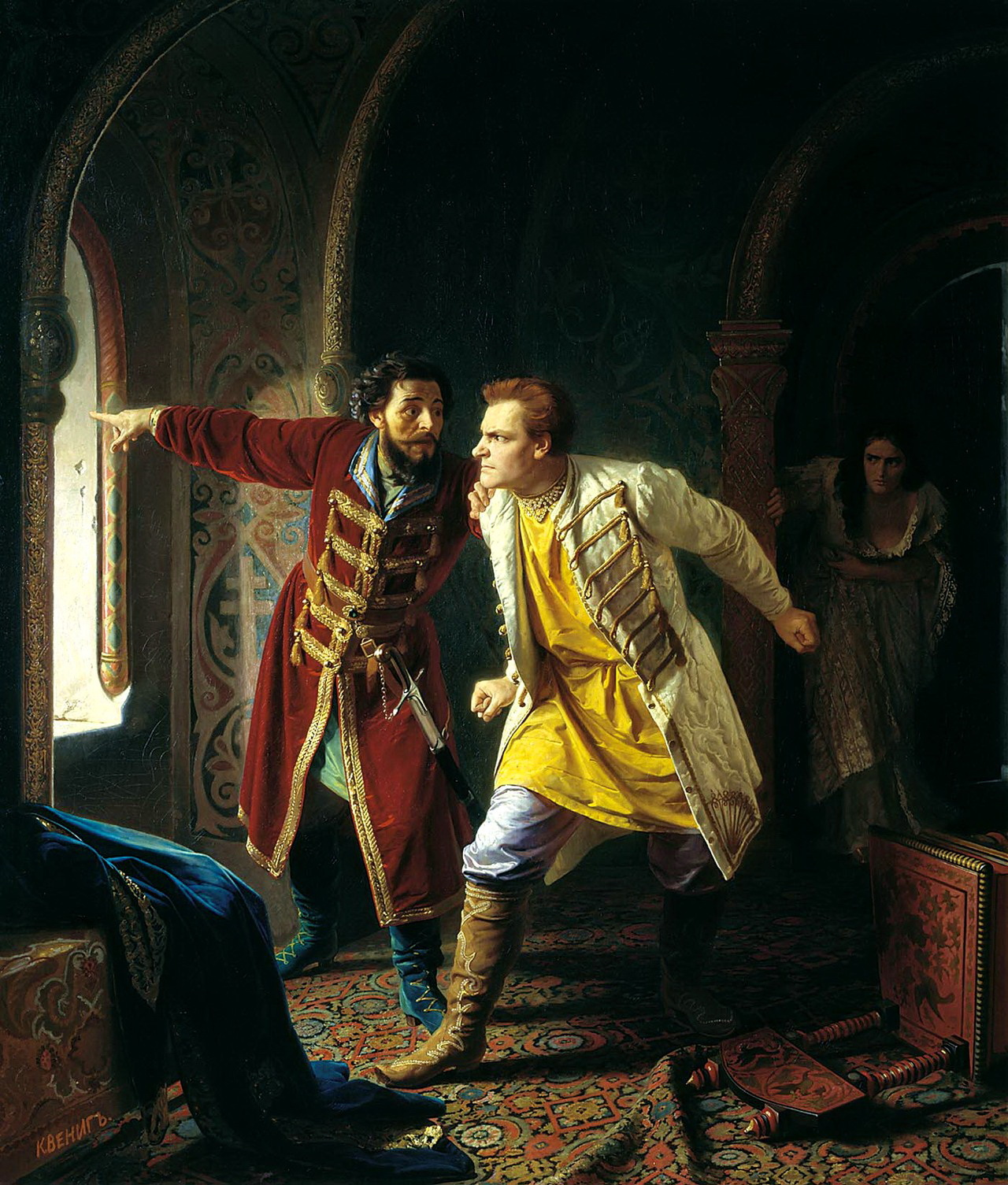
Les Derniers Instants du faux Dimitri, toile de Carl Wenig, 1879.

Fortement imprégné par les pratiques catholiques, il heurte la noblesse russe orthodoxe, qui lui reproche en outre d'être un imposteur. Son mode de vie s'oppose en effet aux traditions russes. Il dépose le patriarche Job, qui refusait de le reconnaître. Son action réformatrice suscite de forts mécontentements chez les boyards et les ecclésiastiques ; ceux-ci rejoignent le parti de Vassili Chouiski, apparenté à la dynastie des Riourikides, qui trame patiemment un complot contre le jeune tsar.
Par ailleurs, le roi Sigismond III de Pologne est mécontent de l'attitude de Dimitri, qui tarde à tenir ses promesses de lui céder certains territoires russes, autant que de convertir la Russie au catholicisme.
Le 24 avril 1606, la fiancée polonaise de Dimitri, Marina Mniszek, entre à Moscou, au milieu d'un cortège qui paraît, aux yeux des Moscovites, comme une provocation. Pour les Russes, cette entrée ressemble à une invasion étrangère, d'autant que certains soldats polonais se laissent aller à des exactions. Le mariage de Dimitri II et Marina a lieu le 8 mai 1606. La révolte éclate peu après. Dimitri II meurt assassiné le 17 mai 1606 à six heures du matin. Son corps est dépecé et ses cendres sont tirées au canon en direction de la Pologne.
Sa « mère », Maria Nagoï, reconnaît son imposture et jure que son véritable fils est mort à Ouglitch, posant ainsi le problème de la validité de son témoignage. En juin 1606, le défunt tsarévitch Dimitri est canonisé et ses cendres transportées à Moscou.

## Une longue suite d'impostures
Grégori (Grichka) Otrepiev est le plus célèbre parmi plusieurs centaines d'imposteurs, faux tsars ou tsarévitchs, dans l'histoire de la Russie, et le seul à avoir été couronné. Son aventure a inspiré de nombreuses œuvres de fiction dont le Boris Godounov d'Alexandre Pouchkine (1832), opéra homonyme de Modeste Moussorgski (1869), l'opéra Dimitri de Victorin Joncières (1876) ainsi que celui d'Antonín Dvořák (1882).